# Fernandina Beach
Fernandina Beach város az USA Florida államában. Lakosainak száma 13 052 fő (2020. április 1.).

## Népesség
A település népességének változása:
| Lakosok száma | 10 549 | 11 487 | 13 052 |
|               | 2000   | 2010   | 2020   |